# Wittibreut
Wittibreut település Németországban, azon belül Bajorországban. Lakosainak száma 1988 fő (2023. december 31.). Wittibreut Simbach am Inn, Reut, Tann, Triftern, Stubenberg és Ulbering községekkel határos.

## Népesség
A település népessége az elmúlt években az alábbi módon változott:
| Lakosok száma | 1135 | 1309 | 1728 | 1936 | 1872 | 1991 | 2052 | 2009 | 1978 | 1988 |
|               | 1875 | 1900 | 1950 | 1970 | 1987 | 2013 | 2015 | 2017 | 2021 | 2023 |